# Pokrowskoje (obwód archangielski)
Pokrowskoje (ros. Покровское) – osiedle w Rosji, w obwodzie archangielskim, w rejonie oneskim. W 2010 liczyło 623 mieszkańców.